# Rameau Inlet
Das Rameau Inlet ist eine teilweise vereiste Bucht im Südwesten der westantarktischen Alexander-I.-Insel. An der Nordküste der Beethoven-Halbinsel liegt sie zwischen der östlich gelegenen Pesce-Halbinsel und Kap Westbrook im Westen. Der innere Teil der Bucht ist vom Rameau-Schelfeis ausgefüllt.
Kartiert wurde sie anhand von Landsat-Aufnahmen vom 29. Januar 1973. Das UK Antarctic Place-Names Committee benannte das Inlet am 8. Dezember 1977 nach dem französischen Komponisten Jean-Philippe Rameau (1683–1764).